# Austrálie na Letních olympijských hrách 1956
Austrálii na Letních olympijských hrách v roce 1956 v Melbourne reprezentovalo 294 sportovců v 18 sportech. Ve výpravě bylo 250 mužů a 44 žen.

## Medailisté
| Medaile | Jméno | Sport      | Soutěž                              |
| ------- | --- | ---------- | ----------------------------------- |
| Zlato   | Betty Cuthbertová | Atletika   | Ženy běh na 100 m                   |
| Zlato   | Betty Cuthbertová | Atletika   | Ženy běh na 200 m                   |
| Zlato   | Shirley Stricklandová de la Hunty                                                                                           | Atletika   | Ženy 80 m překážek                  |
| Zlato   | Norma Crokerová Betty Cuthbertová Fleur Wenhamová Shirley Stricklandová de la Hunty                                         | Atletika   | Ženy štafeta 4 × 100 m              |
| Zlato   | Joey Browne Anthony Marchant                                                                                                | Cyklistika | Muži 2000 m tandem                  |
| Zlato   | Jon Henricks | Plavání    | Muži 100 m volný způsob             |
| Zlato   | Murray Rose | Plavání    | Muži 400 m volný způsob             |
| Zlato   | Murray Rose | Plavání    | Muži 1500 m volný způsob            |
| Zlato   | David Theile | Plavání    | Muži 100 m znak                     |
| Zlato   | John Devitt Jon Henricks Kevin O'Halloran Murray Rose                                                                       | Plavání    | Muži štafeta 4 × 200 m volný způsob |
| Zlato   | Dawn Fraserová | Plavání    | Ženy 100 m volný způsob             |
| Zlato   | Lorraine Crapp | Plavání    | Ženy 400 m volný způsob             |
| Zlato   | Lorraine Crapp Dawn Fraserová Faith Leech Sandra Morgan                                                                     | Plavání    | Ženy štafeta 4 × 100 m volný způsob |
| Stříbro | Graham Gipson Kevan Gosper Leon Gregory David Lean                                                                          | Atletika   | Muži štafeta 4 × 400 m              |
| Stříbro | Chilla Porter | Atletika   | Muži skok do výšky                  |
| Stříbro | Stuart MacKenzie | Veslování  | Muži skif                           |
| Stříbro | John Devitt | Plavání    | Muži 100 m volný způsob             |
| Stříbro | John Monckton | Plavání    | Muži 100 m znak                     |
| Stříbro | Lorraine Crapp | Plavání    | Ženy 100 m volný způsob             |
| Stříbro | Dawn Fraserová | Plavání    | Ženy 400 m volný způsob             |
| Stříbro | John Scott Roland Tasker | Jachting   | Muži třída Sharpie 12 m²            |
| Bronz   | Hector Hogan | Atletika   | Muži běh na 100 m                   |
| Bronz   | John Landy | Atletika   | Muži běh na 1500 m                  |
| Bronz   | Allan Lawrence | Atletika   | Muži běh na 10 000 m                |
| Bronz   | Norma Throwerová | Atletika   | Ženy 80 m překážek                  |
| Bronz   | Marlene Mathewsová | Atletika   | Ženy běh na 100 m                   |
| Bronz   | Marlene Mathewsová | Atletika   | Ženy běh na 200 m                   |
| Bronz   | Kevin Hogarth | Box        | Muži váha lehká střední do 67 kg    |
| Bronz   | Walter Brown Dennis Green                                                                                                   | Kanoistika | Muži K2 10 000 m                    |
| Bronz   | Dick Ploog | Cyklistika | Muži 1000 m sprint                  |
| Bronz   | Murray Riley Mervyn Wood | Veslování  | Muži dvojsif                        |
| Bronz   | Michael Aikman Angus Benfield David Boykett Bryan Doyle Harold Hewitt James Howden Walter Howell Garth Manton Adrian Monger | Veslování  | Muži osmiveslice                    |
| Bronz   | Gary Chapman | Plavání    | Muži 100 m volný způsob             |
| Bronz   | Faith Leech | Plavání    | Ženy 100 m volný způsob             |
| Bronz   | Douglas Buxton Devereaux Mytton Jock Sturrock                                                                               | Jachting   | Muži třída 5½ m                     |